# Vilabuòu
Vilabòsc-La Valeta (en francès Villebois-Lavalette, en saintongès Villeboe) és un municipi francès situat al departament del Charente i a la regió de la Nova Aquitània. L'any 2007 tenia 759 habitants.

## Demografia

### Població
El 2007 la població de fet de Villebois-Lavalette era de 759 persones. Hi havia 317 famílies de les quals 108 eren unipersonals (33 homes vivint sols i 75 dones vivint soles), 121 parelles sense fills, 71 parelles amb fills i 17 famílies monoparentals amb fills.
La població ha evolucionat segons el següent gràfic:
Habitants censats

### Habitatges
El 2007 hi havia 376 habitatges, 315 eren l'habitatge principal de la família, 25 eren segones residències i 36 estaven desocupats. 324 eren cases i 43 eren apartaments. Dels 315 habitatges principals, 199 estaven ocupats pels seus propietaris, 98 estaven llogats i ocupats pels llogaters i 19 estaven cedits a títol gratuït; 1 tenia una cambra, 25 en tenien dues, 52 en tenien tres, 93 en tenien quatre i 145 en tenien cinc o més. 224 habitatges disposaven pel capbaix d'una plaça de pàrquing. A 159 habitatges hi havia un automòbil i a 111 n'hi havia dos o més.

### Piràmide de població
La piràmide de població per edats i sexe el 2009 era:
| Homes | Edats   | Dones |
| ----- | ------- | ----- |
| 0     | 95 o +  | 8     |
| 0     | 90 a 94 | 32    |
| 12    | 85 a 89 | 28    |
| 4     | 80 a 84 | 16    |
| 20    | 75 a 79 | 56    |
| 4     | 70 a 74 | 20    |
| 24    | 65 a 69 | 24    |
| 16    | 60 a 64 | 16    |
| 8     | 55 a 59 | 20    |
| 16    | 50 a 54 | 16    |
| 44    | 45 a 49 | 20    |
| 12    | 40 a 44 | 24    |
| 16    | 35 a 39 | 24    |
| 12    | 30 a 34 | 20    |
| 24    | 25 a 29 | 12    |
| 24    | 20 a 24 | 16    |
| 32    | 15 a 19 | 8     |
| 24    | 10 a 14 | 20    |
| 12    | 5 a 9   | 16    |
| 8     | 0 a 4   | 16    |

## Economia
El 2007 la població en edat de treballar era de 390 persones, 290 eren actives i 100 eren inactives. De les 290 persones actives 261 estaven ocupades (129 homes i 132 dones) i 29 estaven aturades (12 homes i 17 dones). De les 100 persones inactives 42 estaven jubilades, 26 estaven estudiant i 32 estaven classificades com a «altres inactius».

### Ingressos
El 2009 a Villebois-Lavalette hi havia 306 unitats fiscals que integraven 683 persones, la mediana anual d'ingressos fiscals per persona era de 15.641,5 €.

### Activitats econòmiques
Dels 74 establiments que hi havia el 2007, 1 era d'una empresa extractiva, 2 d'empreses alimentàries, 5 d'empreses de fabricació d'altres productes industrials, 8 d'empreses de construcció, 12 d'empreses de comerç i reparació d'automòbils, 4 d'empreses de transport, 4 d'empreses d'hostatgeria i restauració, 6 d'empreses financeres, 5 d'empreses immobiliàries, 14 d'empreses de serveis, 9 d'entitats de l'administració pública i 4 d'empreses classificades com a «altres activitats de serveis».
Dels 25 establiments de servei als particulars que hi havia el 2009, 1 era una oficina d'administració d'Hisenda pública, 1 gendarmeria, 1 oficina de correu, 3 oficines bancàries, 1 taller de reparació d'automòbils i de material agrícola, 1 taller d'inspecció tècnica de vehicles, 1 paleta, 1 guixaire pintor, 1 fusteria, 3 lampisteries, 1 electricista, 2 perruqueries, 3 veterinaris, 2 restaurants, 2 agències immobiliàries i 1 saló de bellesa.
Dels 7 establiments comercials que hi havia el 2009, 1 era un supermercat, 2 fleques, 1 una llibreria, 1 una sabateria i 2 floristeries.
L'any 2000 a Villebois-Lavalette hi havia 11 explotacions agrícoles que ocupaven un total de 714 hectàrees.

## Equipaments sanitaris i escolars
Els 2 equipaments sanitaris que hi havia el 2009 eren farmàcies.
El 2009 hi havia 1 escola maternal i 1 escola elemental. Villebois-Lavalette disposava d'un col·legi d'educació secundària amb 291 alumnes.

## Poblacions més properes
El següent diagrama mostra les poblacions més properes.